# 臺北馬拉松
臺北馬拉松（英語：Taipei Marathon），通稱臺北馬，創始於1986年，是中華民國臺北市舉辦的马拉松比賽，固定於每年12月的第三個週末舉辦，獲得世界田联金標籤路跑賽事認證。比賽曾因臺北捷運工程停辦數年，2001年復辦，目前參賽規模為二萬八千人。
臺北馬是全球首個通過BSI集團碳足跡查核的馬拉松賽事，亦在2020年獲選為「臺灣特色馬拉松」之一。

## 關於賽事

### 沿革
時任中華民國田徑協會理事長的紀政受到多國在城市內舉辦马拉松比賽啟發，經過協調後於1986年創辦「臺北國際馬拉松」。首屆賽事於1986年3月9日舉辦，臺北市田徑委員會（現為臺北市體育總會田徑協會）提前在1985年12月22日舉辦先鋒賽，有超半程馬拉松組（23公里）以及12公里路跑組，賽道自介壽路出發，並繞行仁愛路、信義路、忠孝東路等臺北市主要幹道，廣受選手好評。
在時任市長吳伯雄支持下，臺北國際馬拉松持續舉辦至第四屆，嗣後因臺北捷運工程影響而被迫停辦。1992年，中華民國路跑協會另在尚未通車的國道三號樹林－龍潭段舉辦「臺北國際國道馬拉松」作為替代賽事，比賽亦保留至今，為臺北國道馬拉松。
2001年，臺北國際馬拉松復辦，起終點也從凱達格蘭大道更改到臺北市市民廣場，復辦後首屆賽事參加人數近5,000人。
2004年，賽事獲得ING安泰人壽冠名贊助，更名「ING臺北國際馬拉松」，大會更創先例，首度對外招募志工和推出紀念音樂精選集「跟著獅子跑，大家會更好」、「馬拉松之約」，並導入冠軍晶片用於比賽成績計時與排名。
雖然ING集團提早一個月就開始宣導交通管制措施，比賽當天卻仍有少數駕駛以較為激烈言行回應，使得ING集團一度撤銷贊助。
2008年，富邦金控併購ING安泰人壽，賽事隨之更名為「富邦臺北馬拉松」。時任臺北市議員何志偉、周柏雅因主辦單位之一的路跑協會帳目不清，質疑該單位浮報經費，直批「根本是替富邦辦企業運動會」。時任路跑協會秘書長陳華恆則表示，協會最多留三成盈餘維持組織運作，無賺取暴利之情事。
2015年，主辦單位決議中止企業冠名贊助比賽，正名「臺北馬拉松」，並以登記抽籤的方式決定參賽資格。臺北市政府體育局計劃，逐年向僅辦理馬拉松單一組別的賽制發展。
2019年，臺北馬拉松得到世界田联銅標籤路跑賽事認證，是新北市萬金石馬拉松後臺灣第二個可爭取奥林匹克运动会參賽資格或積分的國際路跑賽事。
2020年，賽道路線大幅修正，原先起終點皆為臺北市市民廣場改為起點不變、終點為臺北田徑場，新增經過臺北府城北門的路段；2021年也啟用以莫比乌斯带為發想的全新賽事標誌，象徵對跑步的堅持與過程中的呼吸與意志力，並在背景結合曙光、跑者剪影以及城市特色建築。2024年1月，世界田聯將臺北馬拉松升級為金標籤路跑賽事。

### 世界田聯認證進程
| 2019年 | 2020年 | 2021年－2023年 | 2024年 | 2025年 |
| ------ | ------ | -------------- | ------ | ------ |
| 銅     | 銅     | 菁英           | 金     | 金     |

### 大會紀錄及歷屆冠軍
僅列出馬拉松組歷屆總排名冠軍。目前臺北馬拉松大會紀錄保持人如下：
馬拉松
- 男： Paul Lonyongata（肯尼亚），2小時09分18秒，2020年[17][18]
- 女： Alemtsehay Asifa Kasegn（埃塞俄比亚），2小時25分55秒，2022年[19][20]

半程馬拉松
- 男： 張嘉哲（中華臺北），1小時05分55秒，2010年
- 女：

|                                      |                                    |                                         |
| 1986                                 | 山翁昭男（日本）                   | 伍麗珠（英屬香港）                      |
| 1987                                 | 山翁昭男（日本）                   | Gail Scott（美国）                      |
| 1988                                 | 山翁昭男（日本）                   |                                         |
| 1989                                 | 小松丘育（日本）                   | 林殷珠（大韩民国）                      |
| 1990年至2000年賽事因臺北捷運施工停辦 |                                    |                                         |
| 2001                                 | Vladimir Kotov（白俄罗斯）         | Larissa Zyuzko（俄罗斯）                |
| 2002                                 | Mluleki Nobanda（南非）            | Anfisa Kosacheva（俄罗斯）              |
| 2003                                 | 吳文騫（中華臺北）                 | 胡秀英（中国）                          |
| 2004                                 | Wilson Chelal（肯尼亚）            | Jennifer Chesinon Lingakwiang（肯尼亚） |
| 2005                                 | 盧克·基貝特·鮑恩（肯尼亚）         | Jane Auro Ekimat（肯尼亚）              |
| 2006                                 | 盧克·基貝特·鮑恩（肯尼亚）         | Jane Auro Ekimat（肯尼亚）              |
| 2007                                 | Hillary Bett（肯尼亚）             | 塔比莎·查察（辛巴威）                   |
| 2008                                 | Sammy Chumba（肯尼亚）             | 卡洛琳·基勒爾（肯尼亚）                 |
| 2009                                 | Gebreselassie Tsegay（埃塞俄比亚） | 耶希·埃塞亞斯（埃塞俄比亚）             |
| 2010                                 | Yusuf Songoka（肯尼亚）            | 耶希·埃塞亞斯（埃塞俄比亚）             |
| 2011                                 | 耶曼尼·特塞蓋（埃塞俄比亚）        | 海倫娜·基羅普（肯尼亚）                 |
| 2012                                 | Josphat Kamzee（肯尼亚）           | 卡洛琳·基勒爾（肯尼亚）                 |
| 2013                                 | Josphat Kamzee（肯尼亚）           | Rebecca Chesire（肯尼亚）               |
| 2014                                 | Julius Chepkwony（肯尼亚）         | 愛麗絲·廷比利爾（肯尼亚）               |
| 2015                                 | William Chebor（肯尼亚）           | Nancy Rotich（肯尼亚）                  |
| 2016                                 | 薩米·基特瓦拉（肯尼亚）            | Mercy Kibarus（肯尼亚）                 |
| 2017                                 | 亞伯拉罕·基普羅提奇（法國）        | Leah Kiprono（肯尼亚）                  |
| 2018                                 | Aredom Degefa（埃塞俄比亚）        | 朝銀玉（朝鲜民主主义人民共和国）        |
| 2019                                 | 肯尼斯·恩布魯·蒙加拉（肯尼亚）     | Antonina Kwambai（肯尼亚）              |
| 2020                                 | 保羅·隆揚加塔（肯尼亚）            | Askale Merachi（埃塞俄比亚）            |
| 2021                                 | Demeke Kasaw（埃塞俄比亚）         | Alemtsehay Asifa（埃塞俄比亚）          |
| 2022                                 | Lani Rutto（肯尼亚）               | Alemtsehay Asifa（埃塞俄比亚）          |
| 2023                                 | Dechasa Alemu（埃塞俄比亚）        | Obse Abdeta（埃塞俄比亚）               |
| 2024                                 | Brimin Kipkorir（肯尼亚）          | Fozya Jemal Amid（埃塞俄比亚）          |
| 來源：                               |                                    |                                         |

### 宣傳
自2016年起，臺北馬拉松開始推出專屬宣傳標語以及主視覺，以更有效地推廣賽事。
- 2016年－Run My Way![25]
- 2017年－管他，就跑我的！Run To Dream[26]
- 2018年－有種跟上
- 2019年－領跑台北
- 2020年－勇感呼吸 Dare To Breathe[27][28]
- 2021年－跑動臺北，那日我們重生 Run The City- The Day We Reborn
- 2022年－跑動臺北，非我莫屬 Run The City- We Are Possible
- 2023年－跑動臺北，沒有藉口 Run The City- Excuses Mean Nothing
- 2024年－Redefine Your Limits 從心定義[29]

### 路線

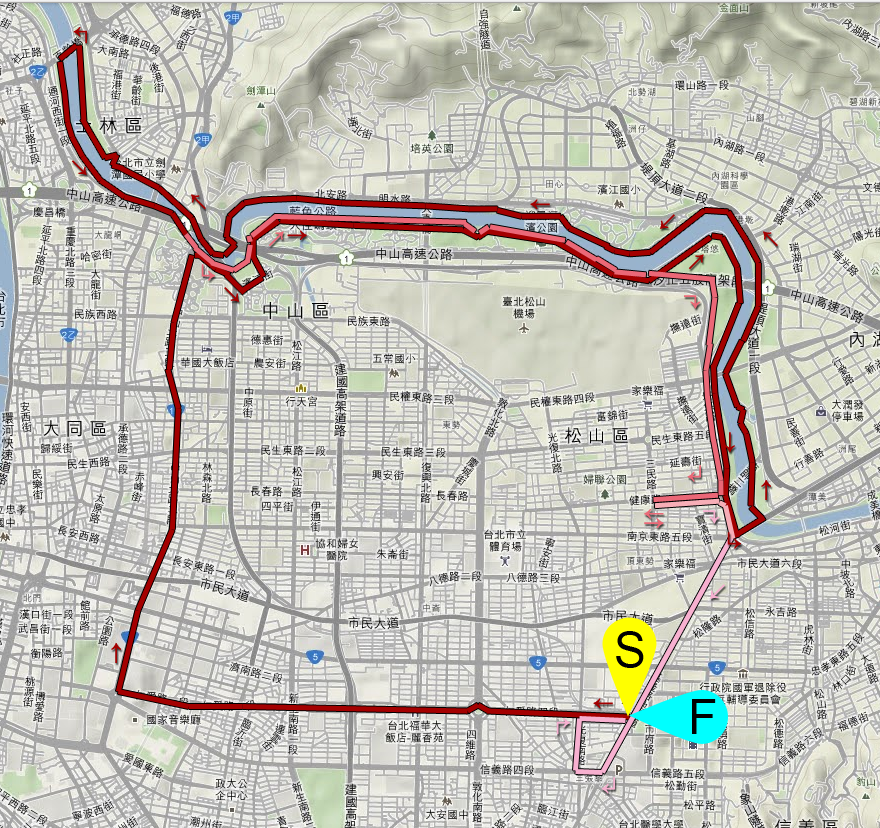
2012年比賽路線

臺北馬拉松舉辦迄今路線經過11次調整，以下為當前版本的賽道概要：

#### 馬拉松
從市民廣場出發，臺北馬首先涵蓋27.5公里的市區賽段，隨後從南港區進入總長11.5公里的河濱公園賽段。河濱公園賽段始於南湖左岸河濱公園起跑，止於迎風河濱公園。最後再進入市區，經過3.195公里的路程，終點設在臺北田徑場內。整個賽程設有8個水站，沿途將經過臺北市的多個知名景點，包括景福門、中正紀念堂、總統府、麗正門、西門紅樓、承恩門及忠烈祠等。

#### 過去版本
1986年－1989年
賽道橫跨中正區、松山區、信義區以及大安區。起點設在臺北市立第一女子高級中學前方的介壽路上，繞行中正紀念堂一圈後沿著仁愛路、光復南路、信義路、中山南路、忠孝東路、和平東路、羅斯福路等主干道再繞四圈，最後回到設在中正紀念堂的終點。沿途經過總統府、國立臺北工業專科學校、國立國父紀念館、松山菸廠、大安森林公園、景福門、麗正門等地標。
臺灣男子馬拉松紀錄保持人許績勝在此賽道兩度以2小時20分以內的成績完賽。

### 其他規範
- 完賽限時，馬拉松組為5小時30分鐘、半程馬拉松組為3小時。時限內未能完賽者需搭乘大會安排之殿後車至終點，無法領取完賽獎牌。

## 媒體

### 賽事轉播
2011年，東森超視首次在電視及網路上直播臺北馬拉松，但遭到部分參與者質疑專業度問題。而臺北市政府資訊局亦在台北捷運各車站的廣告電視進行轉播，網路直播在往後屆次改由手機應用程式「愛台北」取代。
2018年，電視轉播改由當年引進4K轉播車的WinTV（現為MOMOTV）負責。

## 圖集

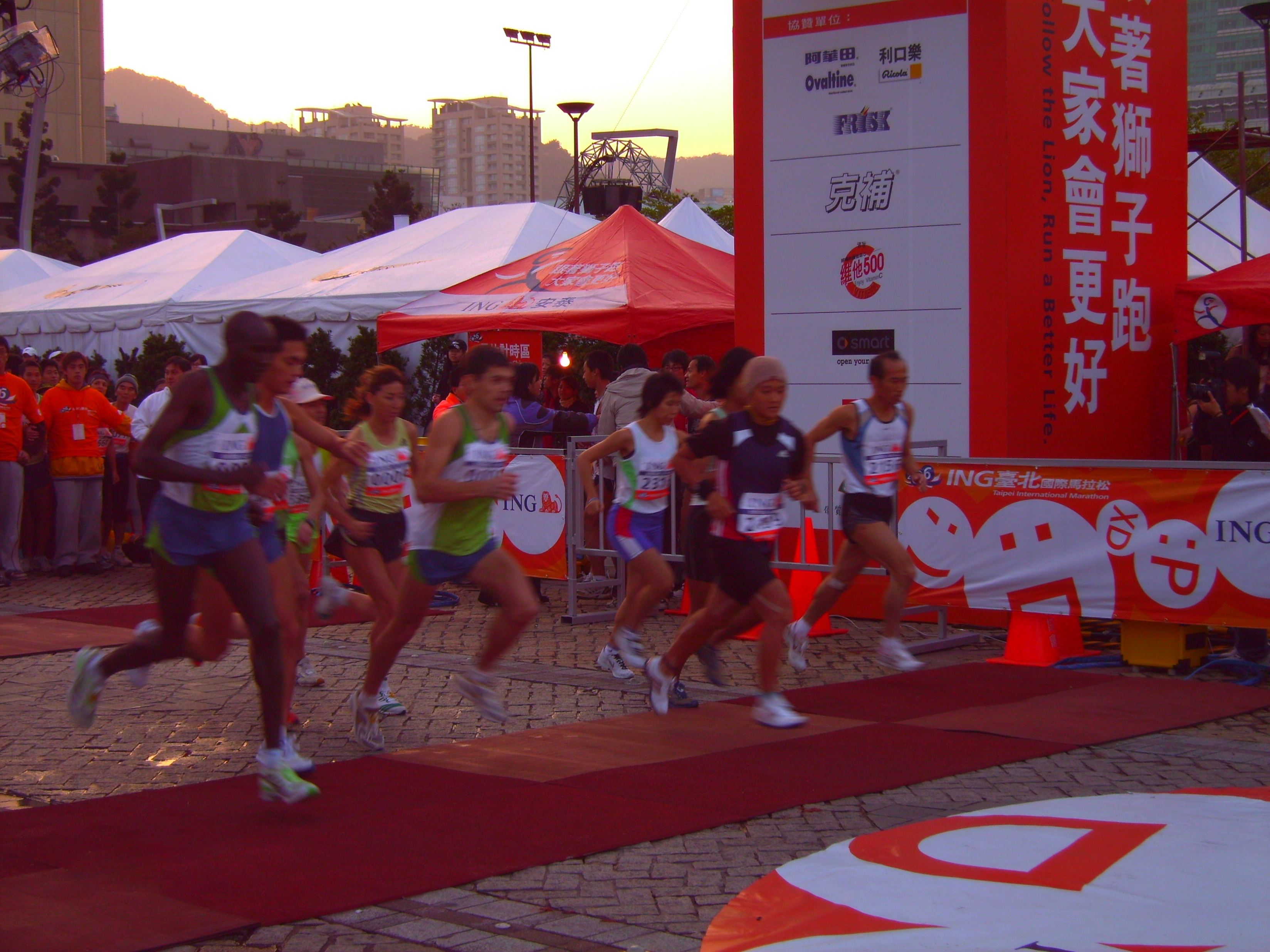
2006年菁英選手起跑瞬間
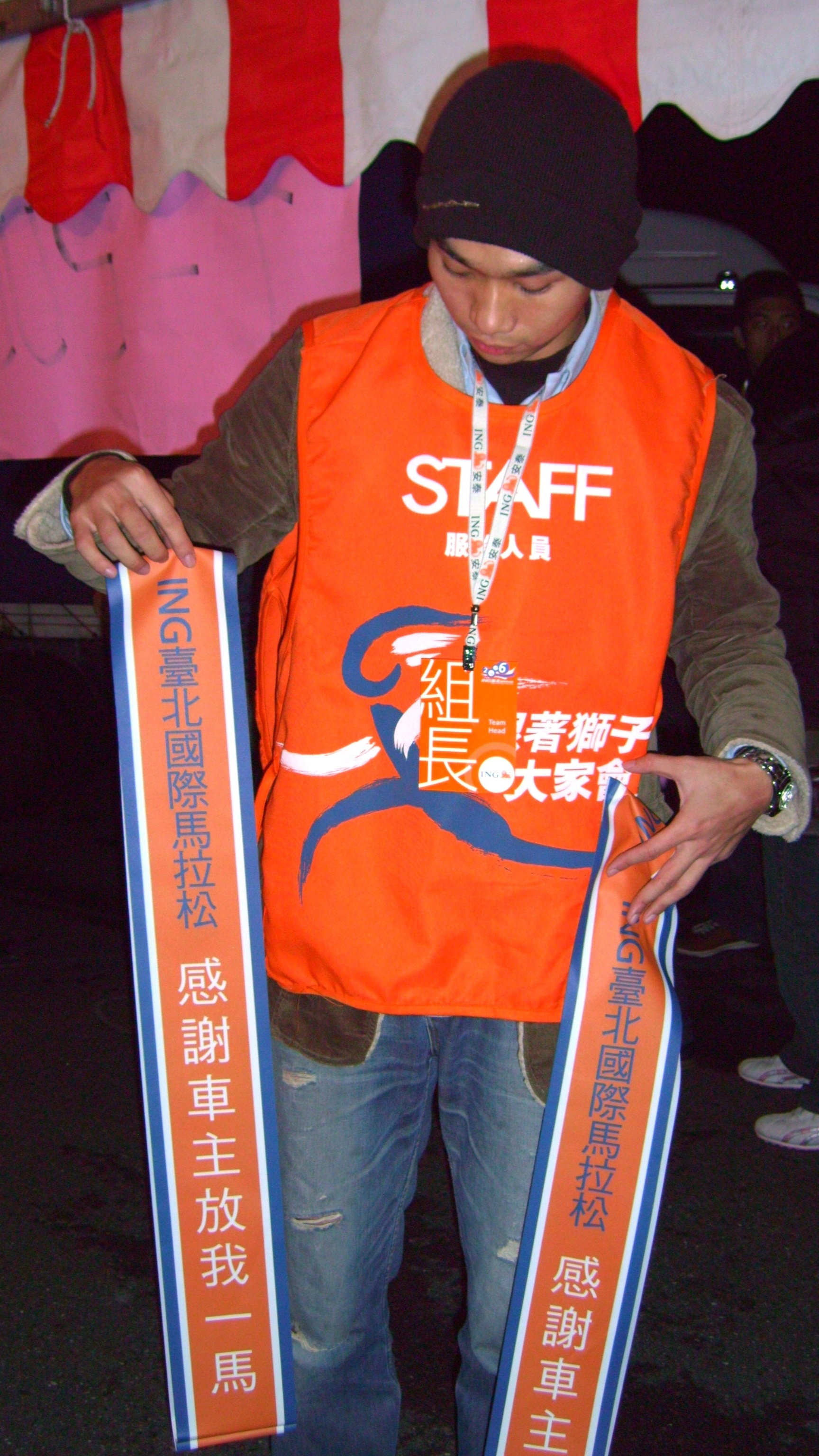
2006年大會特製的志工肩背帶，盼駕駛人能理性對待城市馬拉松賽及參加選手
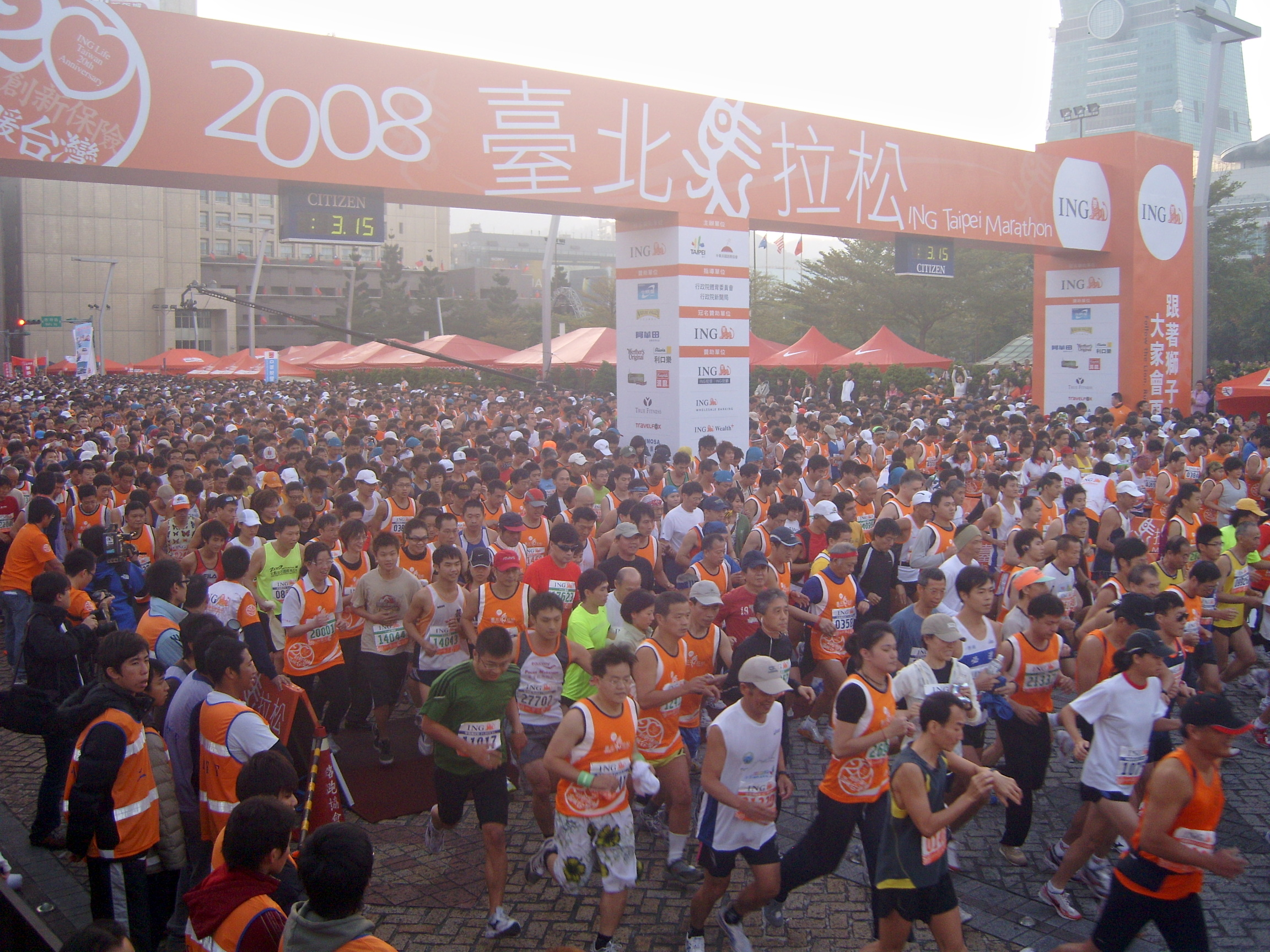
2008年起跑盛況
2017年賽事logo
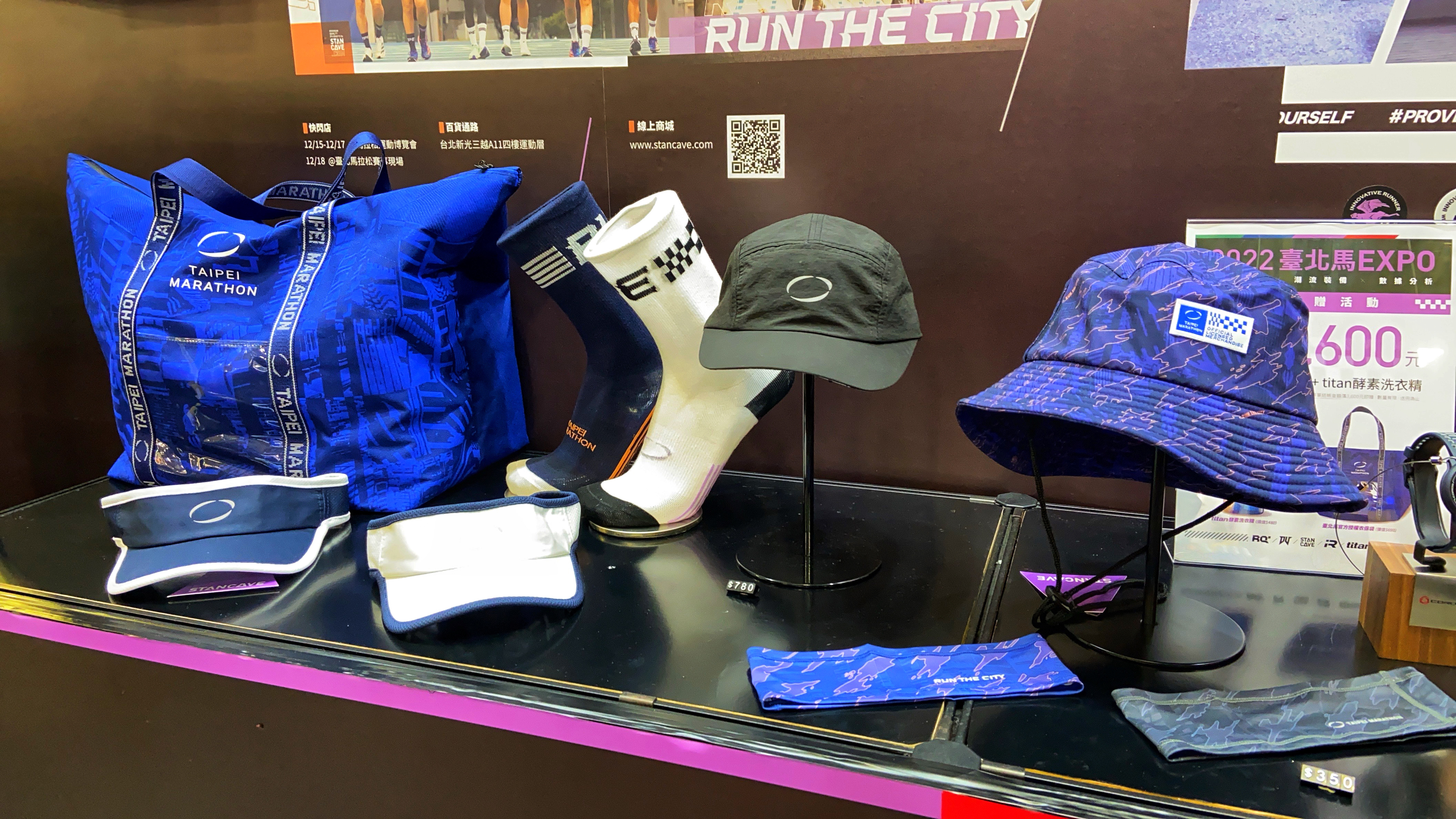
臺北馬拉松將全新logo首度應用於2022年推出的官方商品之上

## 備註
1. ↑  馬拉松組9,000人；半程馬拉松組19,000人
2. ↑  2020年教育部體育署舉辦「台灣品牌國際賽網路人氣票選」，獲選的十場比賽中包含臺北馬拉松、新北市萬金石馬拉松、台灣米倉田中馬拉松以及高雄富邦馬拉松。上列賽事遂被稱作「台灣特色馬拉松」。[3]
3. ↑  僅馬拉松組，半程馬拉松組的終點設於南京東路四段的台北富邦商業銀行前方。